# Sangre de amor correspondido
Sangre de amor correspondido es la séptima novela del escritor argentino Manuel Puig. Fue editada por la editorial Seix Barral en 1982. 
Es la primera novela que el autor escribe en sus años en Brasil (la otra es Cae la noche tropical, de 1988). Para su composición, Puig se inspiró en el relato de un albañil que trabajó en una de sus casas en Río de Janeiro, sobre cuya historia escribió la novela. Fue publicada al mismo tiempo en español y en portugués. Puig mismo realizó buena parte de la traducción. Las condiciones de su redacción generaron debate sobre su legítima autoría y la recepción (tanto crítica como comercial) fue negativa. Sin embargo, en 1986 ganó un importante premio del gobierno de Italia, en el que compitió frente a otros escritores consagrados como Kurt Vonnegut y E. L. Doctorow.

## Contenido
La novela narra la historia de una pareja de adolescentes brasileños. Es probablemente su obra más compleja y difícil de leer. Si en las tres novelas anteriores Puig había recurrido a la construcción de una voz ficcional (Molina, Ana, Ramírez) que se contrapone o complementa a una real (Valentín, Pozzi, Larry), en esta obra la voz real (Josemar, el joven) es reconstruida a través de un narrador externo que utiliza el estilo indirecto libre, pero es apenas contradicha por la voz ficcional, que la interroga, la contradice y pone en duda algunos detalles. 